# 納西布邊境管制站戰役
納西布邊境管制站戰役發生於2015年4月1日，這場戰役是敘利亞內戰中的一部分，最終導致反對派軍隊奪取了納西布邊境管制站，該邊境管制站是敘利亞政府控制的最後一個與約旦接壤的邊境管制站。

## 戰鬥經過
2015年4月1日，反對派發起攻勢，攻擊位於納西布邊境管制站及其周邊的政府據點，迫使敘利亞軍隊撤退，並失去對與約旦接壤的最後一個官方邊境管制站的控制。 反對派還占領了邊防哨所“62”、“63”和“67”。 反對派至少奪取了一輛BMP-1步兵戰車。
軍方確認失去對邊境管制站和三個哨所的控制，但表示仍然控制著距納西布約12.5英里的“安曼旅”。 然而，視頻畫面顯示該基地也被反對派奪取。
敘利亞政府聲明，任何使用由反對派控制的邊境管制站的行為“將被視為非法”。該邊境管制站也被約旦當局關閉。

## 後果
2015年4月2日，敘利亞阿拉伯空軍對邊境管制站周圍地區進行空襲， 造成至少八人死亡，其中包括五名反對派成員。 邊境管制站遭到數百名反對派和民眾的搶掠。自由敘利亞軍（FSA）指責努斯拉陣線參與搶掠，並要求其撤離。 此外，自由敘利亞軍南方陣線表示，努斯拉陣線僅參與了邊境管制站最後階段的戰鬥，並未參與該地的規劃或初期攻擊。 南方戰線還表示已開展調查來處理搶掠事件。
截至4月3日，努斯拉陣線已經控制了邊境管制站，並決定誰可以通過。 努斯拉陣線扣押了約十名黎巴嫩卡車司機，這些卡車被困在“無人區”內。根據黎巴嫩冷藏卡車司機工會的資料，仍有30至35名黎巴嫩卡車司機被困在該地區。敘利亞人權觀察表示，約300輛車輛被卡在邊境管制站，而西爾·阿爾·迪尼耶市市長阿哈邁德·阿拉姆確認有“許多噸”物品在搶掠中被竊取。
2015年4月4日，努斯拉陣線從邊境管制站撤離，將其交由民間管理。根據敘利亞人權觀察，努斯拉陣線扣押了至少35名來自邊境管制站的卡車司機。 根據“霍蘭法院”達成的協議，所有被扣押的卡車司機將在24小時內獲釋，並且邊境管制站必須由民間管理。
截至4月6日，仍有兩名卡車司機被扣押。
4月11日，應南方戰線要求，努斯拉陣線撤離了敘利亞和約旦邊境的免稅區。

## 分析
納西布邊境管制站是敘利亞政府最後一個主要控制與約旦的邊境管制站，對於從黎巴嫩和敘利亞運送貨物到約旦和海灣國家至關重要。根據黎巴嫩經濟部長的說法，這一管制站的失陷可能會對黎巴嫩、敘利亞和約旦的經濟造成重大影響。 它對敘利亞政府重建因內戰而受損的出口貿易構成了沉重打擊，因為該管制站每年處理大約20億美元的雙邊貿易。敘利亞出口商聯盟的高級成員穆哈納德·阿斯法爾（Muhanad al-Asfar）將失去這個邊境管制站形容為敘利亞經濟的「災難」。
根據海因里希·伯爾基金會的分析，約旦批准了南方陣線接管這個邊境管制站，從而將其政治利益置於經濟利益之上，因為這一接管將對約旦以及敘利亞政府的經濟造成負面影響，並損害約旦與敘利亞政府的外交關係。